# Porcellio tripolitanus
Porcellio tripolitanus là một loài chân đều trong họ Porcellionidae. Loài này được Arcangeli miêu tả khoa học năm 1924.